# Parallèlement
Parallèlement est le titre du septième recueil poétique en vers de Paul Verlaine, publié en 1889 chez l'éditeur Léon Vanier, puis enrichi en 1894.
À l'instar de précédents recueils comme Jadis et naguère, cette œuvre regroupe des pièces composées très antérieurement et bien différentes par leur inspiration (poésie érotique des Amies opposée à l'univers carcéral décrit dans les poèmes du reliquat de Cellulairement).

## Genèse et publication durecueil
Verlaine semble avoir eu l'idée même du recueil dès le début de 1886, lorsqu'il écrit à son éditeur Léon Vanier, dans sa lettre du 6 février 1886 : « Amour et Parallèlement marcherons d'un bon pas [...] ».
Le recueil définitif voulu par Verlaine en 1894 contient 51 poèmes.

## Composition
- Préface (1889)
- Avertissement par Léon Vanier (octobre 1893)

### Pièces liminaires
- Dédicace
- Allégorie

### Les Amies
1. Sur le balcon
2. Pensionnaires
3. Per amica silentia
4. Printemps
5. Été
6. Sappho

### Filles
1. À la princesse Roukhine
2. Séguidille
3. Casta piana
4. Auburn
5. À mademoiselle ***
6. À madame ***

### Révérences parler
1. Prologue d'un livre dont il ne paraîtra que les extraits ci-après
2. Impression fausse
3. Autre
4. Réversibilités
5. Tantalized
6. Invraisemblable mais vrai
7. Le dernier dizain

### Lunes
1. « Je veux, pour te tuer... »
2. À la manière de Paul Verlaine
3. Explication
4. Autre explication
5. Limbes
6. Lombes

### Dernières pièces
1. La dernière fête galante
2. Poème saturnien
3. L'impudent
4. L'impénitent
5. Sur une statue de Ganymède
6. Prologue supprimé : À un livre d'« invectives »
7. Le sonnet de l'homme au sable
8. Guitare
9. Ballade de la vie en rouge
10. Mains
11. « Les morts que l'on fait saigner dans leur tombe... »
12. Nouvelles variations sur le point du jour
13. Pierrot gamin
14. « Ces passions qu'eux seuls nomment... »
15. Læti et errabundi
16. Ballade de la mauvaise réputation
17. Caprice
18. Ballade Sappho

### Appendices
1. Projet en l'air
2. À celle que l'on dit froide
3. Goûts royaux
4. Filles I
5. Billet à Lily
6. Rendez-vous

### Éditions modernes
- Parallèlement, éditions Ambroise Vollard, 1900, avec 109 lithographies de Pierre Bonnard tirées en rose sanguine, 230 ex. hors-commerce
- Œuvres poétiques complètes, texte établi et annoté par Y.-G. Le Dantec, Bibliothèque de la Pléiade, Gallimard, 1938 ; complété et présenté par Jacques Borel, 1962
- Œuvres complètes, présentation chronologique d'après manuscrits, textes originaux et variantes, par Jacques Borel et Samuel Silvestre de Sacy, 2 vol., Paris, Club du meilleur livre, 1959
- Parallèlement, édition enrichie de dix-neuf lithographies originales de Leonor Fini, éditions Pierre de Tartas, 1969